# Список банков, лишённых лицензии в 2018 году (Россия)
В список включены все кредитные организации России, у которых в 2018 году была отозвана или аннулирована лицензия на осуществление банковской деятельности.
В 2018 году Центральный банк Российской Федерации отозвал лицензии у 60 кредитных организаций, из которых 57 лицензий были отозваны у банков и 3 — у небанковских кредитных организаций, также у 17 банков лицензии были аннулированы. Больше всего кредитных организаций лишились лицензий в октябре и ноябре, так в октябре было отозвано 9 лицензий, а в ноябре — 6 отозвано и 3 аннулировано. Меньше всего в январе, в этом месяце были отозваны лицензии у 2 банков и у одного банка лицензия была аннулирована.
Основной причиной для отзыва лицензий у банков в 2018 году стало нарушение банковского законодательства и законодательства в области противодействия легализации (отмыванию) доходов, полученных преступным путем, и финансированию терроризма. Кроме того, среди наиболее распространенных проблем оказались проблемы связанные с недостаточностью размера собственных средств и капитала. Аннулирование лицензий происходило из-за прекращение деятельности организаций в порядке их добровольной ликвидации или присоединения к другим кредитным организациям.

## Легенда
Список разбит на четыре раздела по кварталам 2018 года. Внутри разделов организации отсортированы по месяцам, внутри месяца по датам закрытия, внутри одной даты по номеру документа об отзыве или аннулировании лицензии.

| Таблица: - Дата — дата отзыва/аннулирования лицензии. - Приказ — номер приказа или иного документа об отзыве/аннулировании лицензии. - Регион — населённый пункт или регион регистрации банка. - АСВ — является ли кредитная организация участником системы страхования вкладов. - Причина — основные причины отзыва или аннулирования лицензии организации. Выделение строк цветом: - — выделение светло-зелёным цветом означает, что лицензия организации была аннулирована. - — выделение светло-жёлтым цветом означает, что лицензия организации была отозвана. | Сокращения: - АКБ — акционерный коммерческий банк. - АО — акционерное общество. - КБ — коммерческий банк. - НКО — небанковская кредитная организация. - ОАО — открытое акционерное общество. - ООО — общество с ограниченной ответственностью. - РНКО — расчетная небанковская кредитная организация. - ПАО — публичное акционерное общество. |

## 1 квартал
В разделе приведены все кредитные организации, у которых в 1-м квартале 2018 года была отозвана или аннулирована лицензия.
| Наименование                                        | Основ. | Лиц.   | Дата       | Приказ        | Регион         | АСВ | Причина | Прим.             |
| --------------------------------------------------- | ------ | ------ | ---------- | ------------- | -------------- | --- | --- | ----------------- |
| Январь                                              |        |        |            |               |                |     | |                   |
| ПАО «Банк ВТБ 24»                                   | 2000   | 1623   | 01.01.2018 | 2187800030010 | Москва         | Нет | Присоединён к ПАО «Банк ВТБ» | [ 4 ] [ 5 ] [ 6 ] |
| АО АКБ «АлтайБизнес-Банк»                           | 1993   | 2388   | 19.01.2018 | ОД-83         | Барнаул        | Да  | Неисполнение федеральных законов, регулирующих банковскую деятельность, неисполнение нормативных актов Банка России. Использование банком рискованной бизнес-модели в части кредитования. Формирование на балансе значительного объема низкокачественных активов. Существенное снижение размера собственных средств. Наличие реальной угрозы интересам его кредиторов и вкладчиков.                                                                                                   | [ 7 ] [ 8 ]       |
| ООО КБ «Стар Альянс»                                | 2003   | 3433   | 25.01.2018 | ОД-141        | Москва         | Нет | Неисполнение федеральных законов, регулирующих банковскую деятельность, неисполнение нормативных актов Банка России. Неоднократные нарушения законодательства и нормативных актов Банка России в области противодействия легализации (отмыванию) доходов, полученных преступным путем, и финансированию терроризма. Проведение «теневых» валютно-обменных операций. | [ 9 ] [ 10 ]      |
| Февраль                                             |        |        |            |               |                |     | |                   |
| ООО КБ «Финансовый Трастовый Банк» («Финтрастбанк») | 1994   | 3104   | 01.02.2018 | 2187700120100 | Москва         | Нет | Присоединён к КБ «Современные Стандарты Бизнеса». | [ 11 ] [ 12 ]     |
| АО «ПартнерКапиталБанк»                             | 1990   | 635    | 02.02.2018 | ОД-240        | Москва         | Да  | Неисполнение федеральных законов, регулирующих банковскую деятельность, неисполнение нормативных актов Банка России. Неоднократные нарушения законодательства и нормативных актов Банка России в области противодействия легализации (отмыванию) доходов, полученных преступным путем, и финансированию терроризма. Наличие у банка значительного объема проблемной задолженности. | [ 13 ] [ 14 ]     |
| ООО «Расчетно-Кредитный Банк» («РКБ»)               | 1994   | 103    | 02.02.2018 | ОД-242        | Москва         | Да  | Неисполнение федеральных законов, регулирующих банковскую деятельность, неисполнение нормативных актов Банка России. Неоднократные нарушения законодательства и нормативных актов Банка России в области противодействия легализации (отмыванию) доходов, полученных преступным путем, и финансированию терроризма. Проведение сомнительных транзитных операций. Наличие реальной угрозы интересам кредиторов и вкладчиков.                                                           | [ 15 ] [ 16 ]     |
| ООО «Сибирский банк реконструкции и развития»       | 1990   | 1284   | 06.02.2018 | ОД-280        | Тюмень         | Да  | Неисполнение федеральных законов, регулирующих банковскую деятельность, неисполнение нормативных актов Банка России. Низкая достаточность капитала банка. Недостаточный размер собственных средств. | [ 17 ] [ 18 ]     |
| ООО КБ «Финансово-Промышленный Капитал» («ФПК»)     | 1996   | 3295   | 09.02.2018 | ОД-320        | Москва         | Да  | Неисполнение федеральных законов, регулирующих банковскую деятельность, неисполнение нормативных актов Банка России. Неоднократные нарушения законодательства и нормативных актов Банка России в области противодействия легализации (отмыванию) доходов, полученных преступным путем, и финансированию терроризма. Проведение «теневых» валютно-обменных операций. | [ 19 ] [ 20 ]     |
| ООО КБ «Уральский капитал» («УралКапиталБанк»)      | 1993   | 2519   | 15.02.2018 | ОД-372        | Уфа            | Да  | Неисполнение федеральных законов, регулирующих банковскую деятельность, неисполнение нормативных актов Банка России. Неоднократные нарушения законодательства и нормативных актов Банка России в области противодействия легализации (отмыванию) доходов, полученных преступным путем, и финансированию терроризма. Наличие на балансе банка значительного объема активов низкого качества. Наличие реальной угрозы интересам кредиторов и вкладчиков.                                | [ 21 ] [ 22 ]     |
| ОАО АКБ «Мастер-Капитал»                            | 1994   | 3011   | 20.02.2018 | ОД-425        | Москва         | Да  | Неисполнение федеральных законов, регулирующих банковскую деятельность, неисполнение нормативных актов Банка России. Наличие на балансе банка значительного объема проблемных активов. Наличие реальной угрозы интересам кредиторов и вкладчиков. | [ 23 ] [ 24 ]     |
| АО АКБ «Хованский»                                  | 1992   | 2145   | 28.02.2018 | 2187700141935 | Пушкино        | Нет | Присоединён к АО «Джей энд Ти Банк». | [ 25 ] [ 26 ]     |
| Март                                                |        |        |            |               |                |     | |                   |
| ООО КБ «Алжан»                                      | 1993   | 2491   | 02.03.2018 | ОД-539        | Махачкала      | Нет | Неисполнение федеральных законов, регулирующих банковскую деятельность, неисполнение нормативных актов Банка России. Неоднократные нарушения законодательства и нормативных актов Банка России в области противодействия легализации (отмыванию) доходов, полученных преступным путем, и финансированию терроризма. Потеря ликвидности и неспособность своевременно исполнять обязательства перед кредиторами.                                                                        | [ 27 ] [ 28 ]     |
| ООО КБ «Кредит Экспресс»                            | 1994   | 3186   | 15.03.2018 | ОД-629        | Ростов-на-Дону | Да  | Неисполнение федеральных законов, регулирующих банковскую деятельность, неисполнение нормативных актов Банка России. Неоднократные нарушения законодательства и нормативных актов Банка России в области противодействия легализации (отмыванию) доходов, полученных преступным путем, и финансированию терроризма. | [ 29 ] [ 30 ]     |
| АО «Вэлтон Банк»                                    | 1990   | 1105   | 15.03.2018 | ОД-635        | Белгород       | Да  | Прекращение деятельности в порядке добровольной ликвидации. | [ 31 ] [ 32 ]     |
| АО «Телекоммерц Банк»                               | 2001   | 3380   | 21.03.2018 | ОД-695        | Тула           | Нет | Неисполнение федеральных законов, регулирующих банковскую деятельность, неисполнение нормативных актов Банка России. Неоднократные нарушения законодательства и нормативных актов Банка России в области противодействия легализации (отмыванию) доходов, полученных преступным путем, и финансированию терроризма. Проведение сомнительных транзитных операций, в том числе с иностранной валютой.                                                                                   | [ 33 ] [ 34 ]     |
| АО «Банк на Гончарной»                              | 1993   | 2555   | 26.03.2018 | 2187700162197 | Москва         | Нет | Присоединён к ООО «Экспобанк». | [ 35 ] [ 36 ]     |
| АО «АктивКапитал Банк» («АК Банк»)                  | 1994   | 3006   | 29.03.2018 | ОД-773        | Самара         | Да  | Неисполнение федеральных законов, регулирующих банковскую деятельность, неисполнение нормативных актов Банка России. Неоднократные нарушения законодательства и нормативных актов Банка России в области противодействия легализации (отмыванию) доходов, полученных преступным путем, и финансированию терроризма. Острый дефицит ликвидности и неспособность банка своевременно исполнять обязательства перед клиентами. Наличие реальной угрозы интересам кредиторов и вкладчиков. | [ 37 ] [ 38 ]     |
| ООО КБ «Лайт» («Лайтбанк»)                          | 1994   | 3177   | 29.03.2018 | ОД-775        | Москва         | Да  | Неисполнение федеральных законов, регулирующих банковскую деятельность, неисполнение нормативных актов Банка России. Существенное снижение размера собственных средств. | [ 39 ] [ 40 ]     |
| ООО РНКО «Умут»                                     | 1993   | 2435-К | 29.03.2018 | ОД-777        | Хасавюрт       | Нет | Неисполнение федеральных законов, регулирующих банковскую деятельность, неисполнение нормативных актов Банка России. Неоднократные нарушения законодательства и нормативных актов Банка России в области противодействия легализации (отмыванию) доходов, полученных преступным путем, и финансированию терроризма. Проведение сомнительных транзитных операций. Наличие реальной угрозы интересам кредиторов.                                                                        | [ 41 ] [ 42 ]     |

- Головной офис банка «ВТБ 24» на Мясницкой улице в Москве
- Офис «Лайтбанка» на Новой Басманной улице в Москве

## 2 квартал
В разделе приведены все кредитные организации, у которых в 2-м квартале 2018 года была отозвана или аннулирована лицензия.
| Наименование                                                           | Основ. | Лиц.   | Дата       | Приказ        | Регион         | АСВ | Причина | Прим.         |
| ---------------------------------------------------------------------- | ------ | ------ | ---------- | ------------- | -------------- | --- | --- | ------------- |
| Апрель                                                                 |        |        |            |               |                |     | |               |
| ПАО «Банк „ВВБ“»                                                       | 1990   | 1093   | 09.04.2018 | ОД-891        | Севастополь    | Да  | Неисполнение федеральных законов, регулирующих банковскую деятельность, неисполнение нормативных актов Банка России. Неоднократные нарушения законодательства и нормативных актов Банка России в области противодействия легализации (отмыванию) доходов, полученных преступным путем, и финансированию терроризма. Низкая достаточность капитала банка. Недостаточный размер собственных средств. Неспособность исполнять требования кредиторов.             | [ 43 ] [ 44 ] |
| ООО КБ «Конфидэнс Банк»                                                | 1990   | 970    | 13.04.2018 | ОД-936        | Кострома       | Да  | Неисполнение федеральных законов, регулирующих банковскую деятельность, неисполнение нормативных актов Банка России. Неоднократные нарушения законодательства и нормативных актов Банка России в области противодействия легализации (отмыванию) доходов, полученных преступным путем, и финансированию терроризма. Существенное снижение размера собственных средств. Наличие реальной угрозы интересам кредиторов и вкладчиков.                             | [ 45 ] [ 46 ] |
| АО НКО «Лидер»                                                         | 1996   | 3304-К | 13.04.2018 | ОД-938        | Москва         | Нет | Неисполнение федеральных законов, регулирующих банковскую деятельность, неисполнение нормативных актов Банка России. Неоднократные нарушения законодательства и нормативных актов Банка России в области противодействия легализации (отмыванию) доходов, полученных преступным путем, и финансированию терроризма. Существенное снижение размера собственных средств. Наличие реальной угрозы интересам кредиторов.                                          | [ 47 ] [ 48 ] |
| ПАО «Банк „Объединенный финансовый капитал“» («ОФК Банк»)              | 1993   | 2270   | 16.04.2018 | ОД-953        | Москва         | Да  | Неисполнение федеральных законов, регулирующих банковскую деятельность, неисполнение нормативных актов Банка России. Неоднократные нарушения законодательства и нормативных актов Банка России в области противодействия легализации (отмыванию) доходов, полученных преступным путем, и финансированию терроризма. Низкая достаточность капитала банка. Недостаточный размер собственных средств. Неспособность обеспечить исполнение требований кредиторов. | [ 49 ] [ 50 ] |
| ООО Инновационно-коммерческий банк «Логос»                             | 1995   | 3233   | 20.04.2018 | ОД-1032       | Москва         | Да  | Неисполнение федеральных законов, регулирующих банковскую деятельность, неисполнение нормативных актов Банка России. Неоднократные нарушения законодательства и нормативных актов Банка России в области противодействия легализации (отмыванию) доходов, полученных преступным путем, и финансированию терроризма. | [ 51 ] [ 52 ] |
| ООО КБ «Русский Торговый Банк»                                         | 1994   | 2842   | 20.04.2018 | ОД-1034       | Москва         | Да  | Неисполнение федеральных законов, регулирующих банковскую деятельность, неисполнение нормативных актов Банка России. Существенная недостоверность отчётности. Наличие признаков недобросовестного поведения руководства и собственников банка, выражавшиеся в выводе активов с ущербом для интересов кредиторов и вкладчиков. | [ 53 ] [ 54 ] |
| АО АКБ «Эльбин»                                                        | 1993   | 2267   | 26.04.2018 | ОД-1077       | Махачкала      | Да  | Неисполнение федеральных законов, регулирующих банковскую деятельность, неисполнение нормативных актов Банка России. Неоднократные нарушения законодательства и нормативных актов Банка России в области противодействия легализации (отмыванию) доходов, полученных преступным путем, и финансированию терроризма. | [ 55 ] [ 56 ] |
| АО АКБ «Новый Кредитный Союз»                                          | 1994   | 3139   | 26.04.2018 | ОД-1079       | Москва         | Да  | Неисполнение федеральных законов, регулирующих банковскую деятельность, неисполнение нормативных актов Банка России. Неоднократные нарушения законодательства и нормативных актов Банка России в области противодействия легализации (отмыванию) доходов, полученных преступным путем, и финансированию терроризма. | [ 57 ] [ 58 ] |
| Май                                                                    |        |        |            |               |                |     | |               |
| АО «НБК-Банк»                                                          | 1996   | 3283   | 15.05.2018 | 2187700396860 | Москва         | Нет | Присоединён к АО КБ «Москоммерцбанк». | [ 59 ] [ 60 ] |
| ПАО АКБ «Акцент»                                                       | 1990   | 696    | 18.05.2018 | ОД-1249       | Орск           | Да  | Неисполнение федеральных законов, регулирующих банковскую деятельность, неисполнение нормативных актов Банка России. Неоднократные нарушения законодательства и нормативных актов Банка России в области противодействия легализации (отмыванию) доходов, полученных преступным путем, и финансированию терроризма. Существенное снижение размера собственных средств. Наличие реальной угрозы интересам кредиторов и вкладчиков.                             | [ 61 ] [ 62 ] |
| АО «Банк „Уссури“»                                                     | 1990   | 596    | 25.05.2018 | ОД-1326       | Хабаровск      | Да  | Неисполнение федеральных законов, регулирующих банковскую деятельность, неисполнение нормативных актов Банка России. Неоднократные нарушения законодательства и нормативных актов Банка России в области противодействия легализации (отмыванию) доходов, полученных преступным путем, и финансированию терроризма. Существенное снижение размера собственных средств. Наличие реальной угрозы интересам кредиторов и вкладчиков.                             | [ 63 ] [ 64 ] |
| ПАО «Объединенный Кредитный Банк» («О. К. банк»)                       | 1990   | 1118   | 25.05.2018 | ОД-1328       | Ярославль      | Да  | Неисполнение федеральных законов, регулирующих банковскую деятельность, неисполнение нормативных актов Банка России. Наличие значительного объема активов сомнительного характера. Проведение операций, конечной целью которых являлся вывод значительной части ликвидных активов с ущербом для интересов кредиторов и вкладчиков. | [ 65 ] [ 66 ] |
| Июнь                                                                   |        |        |            |               |                |     | |               |
| ООО КБ «Бум-Банк»                                                      | 1990   | 1137   | 01.06.2018 | ОД-1374       | Нальчик        | Да  | Неисполнение федеральных законов, регулирующих банковскую деятельность, неисполнение нормативных актов Банка России. Неоднократные нарушения законодательства и нормативных актов Банка России в области противодействия легализации (отмыванию) доходов, полученных преступным путем, и финансированию терроризма. Наличие на балансе банка значительного объема активов сомнительного качества.                                                             | [ 67 ] [ 68 ] |
| ООО «Русский Национальный Банк»                                        | 1990   | 469    | 06.06.2018 | ОД-1434       | Ростов-на-Дону | Да  | Неисполнение федеральных законов, регулирующих банковскую деятельность, неисполнение нормативных актов Банка России. Значительный объем на балансе проблемных активов. Наличие реальной угрозы интересам кредиторов и вкладчиков. | [ 69 ] [ 70 ] |
| ПАО КБ «Русский Южный банк» («РусЮгбанк»)                              | 1992   | 2093   | 10.06.2018 | 2187700420752 | Волгоград      | Нет | Присоединён к АО «Банк „Национальный Стандарт“». | [ 71 ] [ 72 ] |
| АО «Банк Воронеж»                                                      | 1990   | 654    | 15.06.2018 | ОД-1480       | Воронеж        | Да  | Проведение «схемных» операций по замещению активов с целью сокрытия своего реального финансового положения. Наличие значительного объема активов сомнительного характера. Проведение «теневых» валютно-обменных операций. | [ 73 ] [ 74 ] |
| АО «Московско-Уральский акционерный коммерческий банк» («Мосуралбанк») | 1993   | 2468   | 22.06.2018 | ОД-1555       | Москва         | Да  | Неисполнение федеральных законов, регулирующих банковскую деятельность, неисполнение нормативных актов Банка России. Наличие на балансе банка значительного объема проблемных активов. Существенная недостоверность отчетности. | [ 75 ] [ 76 ] |
| АО КБ «Рублев»                                                         | 1994   | 3098   | 27.06.2018 | ОД-1594       | Москва         | Да  | Неисполнение федеральных законов, регулирующих банковскую деятельность, неисполнение нормативных актов Банка России. Низкая достаточность капитала банка. Недостаточный размер собственных средств. | [ 77 ] [ 78 ] |

## 3 квартал
В разделе приведены все кредитные организации, у которых в 3-м квартале 2018 года была отозвана или аннулирована лицензия.
| Наименование                                                 | Основ. | Лиц.   | Дата       | Приказ        | Регион          | АСВ | Причина | Прим.                |
| ------------------------------------------------------------ | ------ | ------ | ---------- | ------------- | --------------- | --- | --- | -------------------- |
| Июль                                                         |        |        |            |               |                 |     | |                      |
| АО «Рост Банк»                                               | 1994   | 2888   | 02.07.2018 | 2187700439144 | Москва          | Нет | Присоединён к ПАО «Банк „Траст“». | [ 79 ] [ 80 ]        |
| АО «Банк „Советский“»                                        | 1990   | 558    | 03.07.2018 | ОД-1654       | Санкт-Петербург | Да  | Низкая достаточность капитала банка. Недостаточный размер собственных средств. | [ 81 ] [ 82 ]        |
| АО «Банк „Таатта“»                                           | 1990   | 1249   | 05.07.2018 | ОД-1683       | Якутск          | Да  | Неисполнение федеральных законов, регулирующих банковскую деятельность, неисполнение нормативных актов Банка России. Наличие на балансе банка значительного объема активов низкого качества. Низкая достаточность капитала банка. Недостаточный размер собственных средств. Наличие реальной угрозы интересам кредиторов и вкладчиков.                                                      | [ 83 ] [ 84 ]        |
| АО КБ «Газбанк»                                              | 1993   | 2316   | 11.07.2018 | ОД-1740       | Самара          | Да  | Неисполнение федеральных законов, регулирующих банковскую деятельность, неисполнение нормативных актов Банка России. Неоднократные нарушения законодательства и нормативных актов Банка России в области противодействия легализации (отмыванию) доходов, полученных преступным путем, и финансированию терроризма. Наличие на балансе банка значительного объема проблемных активов.       | [ 85 ] [ 86 ] [ 87 ] |
| AO «Тагилбанк»                                               | 1991   | 1635   | 20.07.2018 | ОД-1828       | Нижний Тагил    | Да  | Неисполнение федеральных законов, регулирующих банковскую деятельность, неисполнение нормативных актов Банка России. Наличие реальной угрозы интересам кредиторов и вкладчиков. | [ 88 ] [ 89 ]        |
| ООО «Южный региональный банк» («ЮРБ»)                        | 1994   | 3015   | 20.07.2018 | ОД-1830       | Ростов-на-Дону  | Да  | Неисполнение федеральных законов, регулирующих банковскую деятельность, неисполнение нормативных актов Банка России. Неоднократные нарушения законодательства и нормативных актов Банка России в области противодействия легализации (отмыванию) доходов, полученных преступным путем, и финансированию терроризма.                                                                         | [ 90 ] [ 91 ]        |
| Август                                                       |        |        |            |               |                 |     | |                      |
| ООО КБ «Новое Время»                                         | 2008   | 3492   | 03.08.2018 | 2197700078761 | Москва          | Нет | Прекращение деятельности в порядке добровольной ликвидации. | [ 92 ] [ 93 ]        |
| АО «Новый Промышленный Банк»                                 | 1990   | 930    | 03.08.2018 | ОД-2023       | Москва          | Нет | Неисполнение федеральных законов, регулирующих банковскую деятельность, неисполнение нормативных актов Банка России. Неоднократные нарушения законодательства и нормативных актов Банка России в области противодействия легализации (отмыванию) доходов, полученных преступным путем, и финансированию терроризма. Наличие на балансе банка значительного объема активов низкого качества. | [ 94 ] [ 95 ]        |
| АО РНКО «Инновационный расчетный центр» («ИРЦ»)              | 2003   | 3447-К | 10.08.2018 | ОД-2077       | Москва          | Нет | Недостаточный размер собственных средств. | [ 96 ] [ 97 ]        |
| АО АКБ «Московский Вексельный Банк»                          | 1994   | 2697   | 17.08.2018 | ОД-2149       | Москва          | Да  | Неисполнение федеральных законов, регулирующих банковскую деятельность, неисполнение нормативных актов Банка России. Наличие значительного объема активов сомнительного качества на балансе банка. Наличие реальной угрозы интересам кредиторов и вкладчиков. | [ 98 ] [ 99 ]        |
| ООО КБ «Центрально-Европейский Банк»                         | 1994   | 2670   | 24.08.2018 | ОД-2214       | Чита            | Да  | Неисполнение федеральных законов, регулирующих банковскую деятельность, неисполнение нормативных актов Банка России. Наличие значительного объема активов сомнительного качества на балансе банка. Недостаточный размер собственных средств. Наличие реальной угрозы интересам кредиторов и вкладчиков.                                                                                     | [ 100 ] [ 101 ]      |
| АО «К2 Банк»                                                 | 1994   | 2851   | 31.08.2018 | ОД-2276       | Черкесск        | Нет | Неисполнение федеральных законов, регулирующих банковскую деятельность, неисполнение нормативных актов Банка России. Недостаточный размер собственных средств. Наличие реальной угрозы интересам кредиторов и вкладчиков. | [ 102 ] [ 103 ]      |
| Сентябрь                                                     |        |        |            |               |                 |     | |                      |
| ООО КБ «Аксонбанк»                                           | 1990   | 680    | 17.09.2018 | ОД-2423       | Кострома        | Да  | Неисполнение федеральных законов, регулирующих банковскую деятельность, неисполнение нормативных актов Банка России. Наличие значительного объема активов сомнительного качества на балансе банка. Недостаточный размер собственных средств. Наличие реальной угрозы интересам кредиторов и вкладчиков.                                                                                     | [ 104 ] [ 105 ]      |
| ОАО КБ «Михайловский Промжилстройбанк» («Михайловский ПЖСБ») | 1994   | 2961   | 21.09.2018 | ОД-2476       | Михайловка      | Да  | Прекращение деятельности в порядке добровольной ликвидации. | [ 106 ] [ 107 ]      |
| АО «Гранд Инвест Банк»                                       | 1994   | 3053   | 21.09.2018 | ОД-2477       | Москва          | Да  | Прекращение деятельности в порядке добровольной ликвидации. | [ 108 ] [ 109 ]      |
| АО КБ «Банк торгового финансирования» («БТФ»)                | 1992   | 1982   | 28.09.2018 | ОД-2533       | Москва          | Да  | Неисполнение федеральных законов, регулирующих банковскую деятельность, неисполнение нормативных актов Банка России. Наличие значительного объема неработающих активов на балансе банка. Наличие реальной угрозы интересам кредиторов и вкладчиков. | [ 110 ] [ 111 ]      |

## 4 квартал
В разделе приведены все кредитные организации, у которых в 4-м квартале 2018 года была отозвана или аннулирована лицензия.
| Наименование                                                                   | Основ. | Лиц. | Дата       | Приказ        | Регион          | АСВ | Причина | Прим.           |
| ------------------------------------------------------------------------------ | ------ | ---- | ---------- | ------------- | --------------- | --- | --- | --------------- |
| Октябрь                                                                        |        |      |            |               |                 |     | |                 |
| АО АКБ «КОР»                                                                   | 1992   | 2148 | 05.10.2018 | ОД-2586       | Волгоград       | Да  | Неоднократные нарушения законодательства и нормативных актов Банка России в области противодействия легализации (отмыванию) доходов, полученных преступным путем, и финансированию терроризма. | [ 112 ] [ 113 ] |
| АО КБ «Флора-Москва»                                                           | 1990   | 533  | 05.10.2018 | ОД-2588       | Москва          | Да  | Неисполнение федеральных законов, регулирующих банковскую деятельность, неисполнение нормативных актов Банка России. Неоднократные нарушения законодательства и нормативных актов Банка России в области противодействия легализации (отмыванию) доходов, полученных преступным путем, и финансированию терроризма. | [ 114 ] [ 115 ] |
| ООО «Банк промышленно-инвестиционных расчетов» («ПИР Банк»)                    | 1994   | 2655 | 12.10.2018 | ОД-2646       | Москва          | Да  | Неисполнение федеральных законов, регулирующих банковскую деятельность, неисполнение нормативных актов Банка России. Неоднократные нарушения законодательства и нормативных актов Банка России в области противодействия легализации (отмыванию) доходов, полученных преступным путем, и финансированию терроризма. Проведение сомнительных транзитных операций.                                                                                        | [ 116 ] [ 117 ] |
| АО «Восточно-Сибирский транспортный коммерческий банк» («ВостСибтранскомбанк») | 1994   | 2731 | 19.10.2018 | ОД-2715       | Иркутск         | Да  | Неисполнение федеральных законов, регулирующих банковскую деятельность, неисполнение нормативных актов Банка России. Низкая достаточность капитала банка. Недостаточный размер собственных средств. | [ 118 ] [ 119 ] |
| ООО КБ «Риал-Кредит»                                                           | 2002   | 3393 | 19.10.2018 | ОД-2717       | Москва          | Нет | Неисполнение федеральных законов, регулирующих банковскую деятельность, неисполнение нормативных актов Банка России. Неоднократные нарушения законодательства и нормативных актов Банка России в области противодействия легализации (отмыванию) доходов, полученных преступным путем, и финансированию терроризма. | [ 120 ] [ 121 ] |
| ПАО «Уральский Транспортный Банк» («Уралтрансбанк»)                            | 1991   | 812  | 25.10.2018 | ОД-2785       | Екатеринбург    | Да  | Неисполнение федеральных законов, регулирующих банковскую деятельность, неисполнение нормативных актов Банка России. Низкая достаточность капитала банка. Недостаточный размер собственных средств. | [ 122 ] [ 123 ] |
| ООО КБ «Союзный»                                                               | 1995   | 3236 | 25.10.2018 | ОД-2787       | Москва          | Да  | Неисполнение федеральных законов, регулирующих банковскую деятельность, неисполнение нормативных актов Банка России. Неоднократные нарушения законодательства и нормативных актов Банка России в области противодействия легализации (отмыванию) доходов, полученных преступным путем, и финансированию терроризма. Осуществление сомнительных транзитных операций.                                                                                     | [ 124 ] [ 125 ] |
| АО АКБ «Инкаробанк»                                                            | 1994   | 2696 | 31.10.2018 | ОД-2849       | Москва          | Да  | Неисполнение федеральных законов, регулирующих банковскую деятельность, неисполнение нормативных актов Банка России. Существенное снижение размера собственных средств. Наличие реальной угрозы интересам кредиторов и вкладчиков. | [ 126 ] [ 127 ] |
| АО «Международный банк Санкт-Петербурга» («Банк МБСП»)                         | 1991   | 197  | 31.10.2018 | ОД-2851       | Санкт-Петербург | Да  | Использование рискованной бизнес-модели. Наличие значительного объема проблемных активов на балансе банка. | [ 128 ] [ 129 ] |
| Ноябрь                                                                         |        |      |            |               |                 |     | |                 |
| ООО КБ «Агросоюз»                                                              | 1991   | 1459 | 07.11.2018 | ОД-2900       | Москва          | Да  | Неоднократные нарушения законодательства и нормативных актов Банка России в области противодействия легализации (отмыванию) доходов, полученных преступным путем, и финансированию терроризма. Значительный объем проблемных активов на балансе банка. Существенное снижение размера собственных средств. | [ 130 ] [ 131 ] |
| АО «Банк Инноваций и Развития»                                                 | 1994   | 2647 | 07.11.2018 | ОД-2902       | Москва          | Да  | Неисполнение федеральных законов, регулирующих банковскую деятельность, неисполнение нормативных актов Банка России. Неоднократные нарушения законодательства и нормативных актов Банка России в области противодействия легализации (отмыванию) доходов, полученных преступным путем, и финансированию терроризма. Проведение сомнительных транзитных операций.                                                                                        | [ 132 ] [ 133 ] |
| АО АКБ «Росевробанк»                                                           | 1994   | 3137 | 12.11.2018 | 2184400047896 | Москва          | Нет | Присоединены к ПАО «Совкомбанк». | [ 134 ] [ 135 ] |
| ООО «Современный Коммерческий Инновационный Банк» (Банк «СКИБ»)                | 1998   | 3329 | 12.11.2018 | 2184400047918 | Кострома        | Нет | Присоединены к ПАО «Совкомбанк». | [ 136 ] [ 137 ] |
| ООО «УМ-Банк»                                                                  | 1991   | 1441 | 14.11.2018 | ОД-2953       | Москва          | Да  | Неисполнение федеральных законов, регулирующих банковскую деятельность, неисполнение нормативных актов Банка России. | [ 138 ] [ 139 ] |
| ПАО Региональный АКБ «Москва»                                                  | 1991   | 1661 | 14.11.2018 | ОД-2955       | Москва          | Да  | Неисполнение федеральных законов, регулирующих банковскую деятельность, неисполнение нормативных актов Банка России. Неоднократные нарушения законодательства и нормативных актов Банка России в области противодействия легализации (отмыванию) доходов, полученных преступным путем, и финансированию терроризма. | [ 140 ] [ 141 ] |
| ООО КБ «Русский ипотечный банк»                                                | 1992   | 1968 | 23.11.2018 | ОД-3033       | Москва          | Да  | Неисполнение федеральных законов, регулирующих банковскую деятельность, неисполнение нормативных актов Банка России. Неоднократные нарушения законодательства и нормативных актов Банка России в области противодействия легализации (отмыванию) доходов, полученных преступным путем, и финансированию терроризма. Проведение сомнительных транзитных операций. Острый дефицит ликвидности. Наличие реальной угрозы интересам кредиторов и вкладчиков. | [ 142 ] [ 143 ] |
| ПАО «Банк „Первомайский“»                                                      | 1990   | 518  | 23.11.2018 | ОД-3035       | Краснодар       | Да  | Неисполнение федеральных законов, регулирующих банковскую деятельность, неисполнение нормативных актов Банка России. Неоднократные нарушения законодательства и нормативных актов Банка России в области противодействия легализации (отмыванию) доходов, полученных преступным путем, и финансированию терроризма. | [ 144 ] [ 145 ] |
| АО КБ «Глобэкс»                                                                | 1992   | 1942 | 26.11.2018 | 2187700623977 | Москва          | Нет | Присоединён к ПАО АКБ «Связь-Банк». | [ 146 ] [ 147 ] |
| Декабрь                                                                        |        |      |            |               |                 |     | |                 |
| АО КБ «Златкомбанк»                                                            | 1990   | 568  | 06.12.2018 | ОД-3125       | Москва          | Да  | Неисполнение федеральных законов, регулирующих банковскую деятельность, неисполнение нормативных актов Банка России. Неоднократные нарушения законодательства и нормативных актов Банка России в области противодействия легализации (отмыванию) доходов, полученных преступным путем, и финансированию терроризма. Проведение сомнительных транзитных операций.                                                                                        | [ 148 ] [ 149 ] |
| ООО КБ «Экономикс-Банк»                                                        | 1992   | 2136 | 06.12.2018 | ОД-3127       | Москва          | Да  | Прекращение деятельности в порядке добровольной ликвидации. | [ 150 ] [ 151 ] |
| АО «Си Ди Би Банк»                                                             | 1999   | 3339 | 06.12.2018 | ОД-3128       | Краснодар       | Да  | Прекращение деятельности в порядке добровольной ликвидации. | [ 152 ] [ 153 ] |
| АО «Рунэтбанк»                                                                 | 1994   | 2829 | 14.12.2018 | ОД-3205       | Москва          | Да  | Прекращение деятельности в порядке добровольной ликвидации. | [ 154 ] [ 155 ] |
| ПАО «Донхлеббанк»                                                              | 1993   | 2285 | 21.12.2018 | ОД-3269       | Ростов-на-Дону  | Да  | Неисполнение федеральных законов, регулирующих банковскую деятельность, неисполнение нормативных актов Банка России. Неоднократные нарушения законодательства и нормативных актов Банка России в области противодействия легализации (отмыванию) доходов, полученных преступным путем, и финансированию терроризма. Значительный объем проблемных активов на балансе банка. Наличие реальной угрозы интересам кредиторов и вкладчиков.                  | [ 156 ] [ 157 ] |
| АО АКБ «Руссобанк»                                                             | 1993   | 2313 | 21.12.2018 | ОД-3271       | Москва          | Да  | Неисполнение федеральных законов, регулирующих банковскую деятельность, неисполнение нормативных актов Банка России. Неоднократные нарушения законодательства и нормативных актов Банка России в области противодействия легализации (отмыванию) доходов, полученных преступным путем, и финансированию терроризма. Проведение сомнительных транзитных операций.                                                                                        | [ 158 ] [ 159 ] |

- Офис «Росевробанка» в Новосибирске
- Офис банка «Глобэкс» на Большой Никитской улице в Москве

## Статистика

### Закрытие по месяцам
| Закрытие по месяцам | Закрытие по месяцам | Закрытие по месяцам | Закрытие по месяцам | Закрытие по месяцам |
| Месяц               |                     |                     |                     | Количество          |
| ------------------- | ------------------- | ------------------- | ------------------- | ------------------- |
| Январь              |                     |                     | 3                   |                     |
| Февраль             |                     |                     | 8                   |                     |
| Март                |                     |                     | 8                   |                     |
| Апрель              |                     |                     | 8                   |                     |
| Май                 |                     |                     | 4                   |                     |
| Июнь                |                     |                     | 6                   |                     |
| Июль                |                     |                     | 6                   |                     |
| Август              |                     |                     | 6                   |                     |
| Сентябрь            |                     |                     | 4                   |                     |
| Октябрь             |                     |                     | 9                   |                     |
| Ноябрь              |                     |                     | 9                   |                     |
| Декабрь             |                     |                     | 6                   |                     |

### Комментарии
1. ↑  По инициативе Банка России, согласно требований статьи 20 Федерального закона «О банках и банковской деятельности».
2. ↑  По инициативе собственников компании или в порядке её реорганизации.